# Крестове
Крестове (рос. Крестовое) — хутір у Бєлгородському районі Бєлгородської області Російської Федерації.
Населення становить 3  особи. Входить до складу муніципального утворення Малиновське сільське поселення.

## Історія
Населений пункт розташований у східній частині української суцільної етнічної території — східній Слобожанщині.
Згідно із законом від 20 грудня 2004 року № 159 від 1 січня 2006 року належить до муніципального утворення Малиновське сільське поселення.

## Населення
| 2002 | 2010 |
| ---- | ---- |
| 0    | ↗3   |